# Livio Ceschin

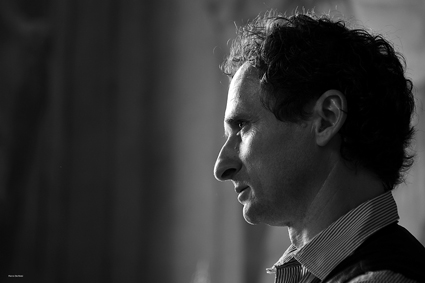
Livio Ceschin

Nel silenzio dell'inverno

Livio Ceschin (Pieve di Soligo, 1962) è un incisore italiano, attivo soprattutto nell'incisione all'acquaforte e puntasecca.

## Biografia
Livio Ceschin esponente di spicco dell'arte incisoria italiana, ha compiuto gli studi presso l'Istituto d'Arte di Venezia e ha iniziato ad incidere nel 1991 utilizzando le tecniche dell'acquaforte e della puntasecca. Ha frequentato i corsi all'Accademia Raffaello di Urbino maturando una serie di esperienze e di studi nel campo della grafica che lo inducono a dedicarsi esclusivamente all'incisione affrontando il tema del paesaggio.
Dal 1993 ad oggi gli sono state dedicate numerose esposizioni in Italia e all'estero, presso Gallerie, Enti pubblici e privati, ed Istituti Italiani di Cultura.
Risale al 1998 l'inizio dei primi rapporti di amicizia con poeti e scrittori (Andrea Zanzotto, Mario Rigoni Stern, Mario Luzi, Franco Loi), pubblicando numerose edizioni d'arte.

## Collezioni pubbliche
- Civica raccolta Achille Bertarelli (Milano).
- Gabinetto Nazionale di Stampe (Bagnacavallo-RA).
- Raccolta di Stampe Museo Civico (Cremona).
- Collezione della Galleria Nazionale dei Ritratti (Londra).
- Raccolta di Stampe della Biblioteca Nazionale di Francia (Parigi).
- Collezione di Grafica Caixanova (Spagna).
- Gabinetto dei disegni e delle stampe dell'Accademia di Belle Arti (Bologna).
- Gabinetto dei Disegni e delle Stampe (Santa Croce sull'Arno-PI).
- Gabinetto dei disegni e delle stampe degli Uffizi (Firenze).
- Raccolta stampe dei Musei Civici di Arte Antica (Ferrara).
- Gabinetto delle stampe della Biblioteca Panizzi (Reggio Emilia).
- Gabinetto delle stampe dell'Istituto Nazionale per la grafica (Roma).
- Collezione di Stampe della Staatliche Graphiche Sammlung (Monaco).
- Collezione di Disegni e Stampe del Museo Albertina (Vienna).
- Collezione di Stampe della Staatliche Kunst Sammlung (Dresda).
- Collezione di Stampe della Graphische Sammlung, ETH (Zurigo).
- Collezione di Stampe della Fondazione Il bisonte (Firenze).
- Collezione di Stampe della Galleria d'arte moderna di Cà Pesaro (Venezia).